# Московский государственный университет инженерной экологии
Московский государственный университет инженерной экологии (МГУИЭ) — бывший вуз России, осуществлявший подготовку инженерных и научных кадров, проведение фундаментальных и прикладных научных исследований в химической, нефтехимической, микробиологической и других отраслях промышленности. Являлся правопреемником известного Московского института химического машиностроения (МИХМ). Реорганизован путём присоединения к МГТУ «МАМИ») в качестве структурного подразделения — Института инженерной экологии и химического машиностроения.
В 2010 году в университете преподавало 18 академиков и членов-корреспондентов различных академий России, 8 заслуженных деятелей науки и техники РФ, 12 лауреатов государственных премий, 81 профессор и доктор наук, 171 кандидат наук.

## История
Университет находится в Басманном районе г. Москвы. Здесь со времён Петра Великого располагались усадьбы именитых дворян: Голицыных, Трубецких, Демидовых.
На месте сегодняшнего вуза в конце XVII века располагалась усадьба секунд-майора А. Г. Гурьева. Но в 1794 году её покупает П. И. Демидов, и строят новое двухэтажное здание. Но уже в 1798 году владельцем становится вице-канцлер князь А. Б. Куракин. И по проекту известного московского зодчего Р. Р. Казакова усадьба перестраивается: добавляется портик коринфского ордера, внутренний двор стал ограничиваться двумя флигелями, а позднее и полуциркульная пристройка.
В московский пожар 1812 года здание уцелело. А после смерти князя Куракина в 1818 году наследники сдают дворец разным людям и организациям. Так, в 1826 г. дворец был арендован для Чрезвычайного посла короля Франции маршала Мормона, давшего здесь 8 сентября грандиозный бал в честь коронации Николая I.
Здание продаётся в государственную казну в 1830 г.
1836 г. — здание бывшей усадьбы перестраивается (зодчий — Е. Д. Тюрин). В здании стал располагаться Константиновский межевой институт, директором которого являлся С. Т. Аксаков. Одним из преподавателей русского языка здесь был В. Г. Белинский.
В 1873 Константиновский межевой институт переезжает в Гороховский переулок и уступает своё здание Московскому архиву Министерства юстиции.
5 октября 1885 г. — открытие Александровского коммерческого училища (основано 19 февраля 1880 г.). В 1887—1888 гг. для нужд училища дом был вновь капитально перестроен по проекту архитектора Б. В. Фрейденберга. Во главе попечительского совета училища стоял председатель Московского биржевого комитета Н. А. Найдёнов. Также в состав попечительского совета входили и известные промышленники братья С. М. и П. М. Третьяковы. Директорами училища были профессор А. В. Летников, профессора Московского университета О. Я. Слудский, В. Я. Цингер, К. А. Андреев, профессор Ю. Ю. Цветковский.
В 1903—1904 гг. при училище Московским биржевым обществом основана мужская Торговая школа императора Александра III. В 1906 на территории училища разместилось 7-классное Николаевское женское коммерческое училище с 4-классной торговой школой при нём.
В 1918 году решением Наркомпроса Александровское коммерческое училище было преобразовано в химический политехникум.
В 1920 году при Московском химико-технологическом институте имени Д. И. Менделеева был создан механический факультет, на основе которого 22 февраля 1931 г. образуется Московский институт инженеров химического машиностроения (МИИХМ).
Март 1933 г. — институт переименовывают в Московский институт химического машиностроения (МИХМ). Все постройки бывшего дворца передаются новому институту.
В конце 20-х годов началась реализация проекта по реконструкции корпусов. В 1934—38 гг. одноэтажное здание бывшего Музея товароведения Александровского коммерческого училища надстроено на два этажа архитектором М. А. Минкусом. А в 1950—1980 гг. на территории МИХМа построены восьмиэтажный учебный корпус (вдоль Бабушкина переулка), пятиэтажный корпус во дворе (лабораторный корпус), здание столовой.
Осенью 1944 г. под руководством П. Л. Капицы была создана кафедра «Турбокислородные установки».
В марте 1958 г. в МИХМе начинает издаваться газета — «За кадры химического машиностроения».
В 1976 году МИХМ был награждён орденом Трудового Красного Знамени за вклад коллектива института в подготовку высококвалифицированных инженерных кадров и проведение научных исследований для химического комплекса страны.
В 1990 году произошёл большой пожар в главном корпусе, нанесший непоправимый ущерб аудиториям и учебному оборудованию заведения.
В 1993 г. МИХМ получает статус Московской государственной академии химического машиностроения (МГАХМ). Были открыты факультет инженерной экологии и факультет экономики и управления.
В 1994 году решением ЮНЕСКО в университете образована и действует до сих пор международная кафедра «Техника экологически чистых химических производств».
С 1996 года, после проведения капитального ремонта и надстройки пятого этажа по проекту авторского коллектива (архитектор Ю. А. Дыховичный), бывший куракинский дом используется совместно вузом и «Росбанком».
1997 г. — образуется Московский государственный университет инженерной экологии.
10 января 2012 на базе МГУИЭ и МГТУ «МАМИ» в соответствии с приказом Минобрнауки России создан новый ФГБОУ ВПО «Московский государственный машиностроительный университет». В 2012 г. университет вошёл в состав нового вуза в качестве структурного подразделения. Ныне носит название Институт инженерной экологии и химического машиностроения и включает в себя кафедры: «Машины и аппараты химических производств» (бывшая кафедра № 50, «Оборудование химических заводов», ГАП) — единственная из кафедр университета продолжает приём в 2016 году специалистов-инженеров, ПАХТ, «Техника низких температур имени П. Л. Капицы», «Термодинамика, теплопередача и энергосбережение», «Полимерное машиностроение», «Биотехнология», «Экологическая безопасность технических систем», «Техника переработки отходов и техносферная безопасность», «Горное и нефтегазовое оборудование», «Горное дело».

### Это интересно
- В здании института неоднократно останавливался Фёдор Михайлович Достоевский на казённой квартире своей сестры В. М. Ивановой[7][8].

- В XIX веке в здании бывшего дворца князя Куракина произошла встреча литератора А.С. Пушкина и российского императора Николая I, после чего история донесла мнение царя о Пушкине: "Нынче беседовал с умнейшим человеком России"[9].

## Факультеты
До реорганизации 2012 года в состав вуза входило восемь структурных подразделений: семь факультетов и один институт:
- Факультет Экономики и управления
- Факультет Экологии и природопользования
- Факультет Инженерной экологии
- Факультет Автоматизации и информационных технологий
- Факультет Машиностроения
- Факультет Техники и физики низких температур
- Факультет Вечернего образования
- Институт Маркетинговых коммуникаций

## Ректоры
- Кокорев, Дмитрий Тимофеевич
- Басов, Николай Иванович
- Генералов, Михаил Борисович
- Баранов Дмитрий Анатольевич

## Известные выпускники
- См. Категория:Выпускники МГУИЭ